# Ешлі Браян
Ешлі Фредерік Браян (англ. Ashley Frederick Bryan; 13 липня 1923, Нью-Йорк, Нью-Йорк — 4 лютого 2022, Шугар-Ленд, Техас) — американський письменник й ілюстратор дитячих книг. Більшість його сюжетів пов'язані з афроамериканським досвідом. 2006 року номінований у США на премію імені Ганса Крістіана Андерсена, а 2009 року отримав премію «Спадщина дитячої літератури» за внесок в американську дитячу літературу. Його книжка-картинка «Свобода наді мною» 2016 року номінована на премію Кіркуса й отримала медаль Ньюбері.

## Біографія

### Дитинство
Народився 13 липня 1923 року в Гарлемі та виріс у Бронксі, Нью-Йорк. Його батько працював друкарем віншувальних листівок і любив птахів, а Браян пам'ятав їхню квартиру з сотнею птахів. Він народився другим із шести дітей і виріс разом із трьома двоюрідними братами та сестрами. Браян згадував своє дитинство в Нью-Йорку в 1930-х роках як ідилічний час, сповнений мистецтва та музики. Опановував малювання та гру на музичних інструментах у школі у художників і музикантів, які брали участь у програмі «Адміністрування робочих проєктів». З книг, які брав у бібліотеці, створив власну тимчасову колекцію вдома. Особливо захоплювався поезією, народними казками й оповіданнями.

### Навчання в університеті та військова служба
Навчався у художній школі Cooper Union і був єдиним афроамериканським студентом на той час. Інші навчальні заклади відхилили заявки Браяна через расову приналежність, але Cooper Union розподіляв свої стипендії методом сліпого тестування.
Друга світова війна перервала навчання. Його призвали до лав армії США та призначили служити в окремому підрозділі як члена портового батальйону, який висадився на пляжі Омаха в день Д. Він так погано підходив до цієї роботи, що його товариші по службі часто пропонували відійти і помалювати. Він завжди тримав при собі альбом для малювання. Його книга «Безмежна надія» — це автобіографічна подорож під час війни.
1946 року вступив до Школи загальних досліджень Колумбійського університету для вивчення філософії. Після війни отримав стипендію Фулбрайта для навчання в Університеті Марселя в Екс-ан-Провансі, а потім повернувся на два роки навчання в Університет Фрайбурга в Німеччині.

## Викладацька кар'єра
Викладав мистецтво в Квінз-коледжі, Філадельфійському коледжі мистецтв, Далтонській школі, Лафаєтському коледжі та Дартмутському коледжі. 1988 року вийшов на пенсію з посади почесного професора мистецтв у Дартмуті.

## Пенсія та смерть
Наприкінці 1980-х років, коли вийшов на пенсію, Браян переїхав до Айлсфорда, штат Мен, на острові Літтл-Кренберрі. 2019 року переїхав до Шугар-Ленда, де жила його племінниця.
2013 року створили Центр Ешлі Браяна для збереження, захисту та догляду за мистецтвом Браяна, його колекціями, книгами та популяризації спадщини. 2019 року центр і Пенсільванський університет досягли угоди про архівування робіт Браяна в Центрі спеціальних колекцій, рідкісних книг і рукописів Кіслака.
Помер у будинку своєї племінниці 4 лютого 2022 року у 98 років. У нього була застійна серцева недостатність.

## Нагороди та почесні відзнаки
Лавреат двох літературних нагород Американської бібліотечної асоціації за свій «значний та тривалий внесок»: премія «За дитячу літературну спадщину» 2009 року та премії Кінга-Гамільтона 2012 року. Премія «Спадщина дитячої літератури» від Асоціації бібліотечних послуг для дітей надається раз на два роки одному письменнику або ілюстратору дитячих книг, виданих у США. Комітет зокрема виділив «Dancing Granny», «Beat the Story-Drum», «Pum-Pum» та «Beautiful Blackbird» і відзначив його «різноманітні форми мистецтва». Премія Коретти Скотт Кінг–Вірджинії Гамільтон, що вручається Круглим столом з обміну етнічною та мультикультурною інформацією, надається раз на два роки одному афроамериканському письменнику чи ілюстратору дитячої чи юнацької літератури. 2008 року названо Літературним левом Нью-Йоркською публічною бібліотекою. 2008 року Дослідницька бібліотека з афроамериканської історії та культури на Оберн-авеню, що розташована у Публічній бібліотеці Атланти-Фултона, провела «Дитячий літературний фестиваль Ешлі Браяна». Браян також ушанований медальйоном Університету Південного Міссісіпі від Дитячого книжкового фестивалю Фей Б. Кайглер 1994 року.
За свою тривалу роботу ілюстратора дитячих книг 2006 року номінований у США на міжнародну премію імені Ганса Крістіана Андерсена, найвище визнання для творців дитячих книг.
Серія художніх робіт Браяна 2002 року розміщена в Афроамериканській дослідницькій бібліотеці та культурному центрі бібліотеки округу Бровард. Доктор Генрієтта Сміт, професорка-емеритка Школи інформації Університету Південної Флориди, співпрацювала з бібліотекою округу Бровард над створенням серії дитячих книг, названих на честь Ешлі Браяна. 2012 року серія художніх робіт Браяна відзначила десятирічну участь у виставках і програмах. «Серія розпочалася з того, що Браян надав бібліотеці вісім оригінальних творів мистецтва, які стали основою колекції». Серія «Мистецтво Ешлі Браяна» мала тривалий культурний вплив на громаду, залучаючи дітей та сім'ї до бібліотеки та молодь до дитячого книжкового мистецтва та ілюстраційї.
Губернаторка штату Мен Джанет Міллс вшанувала Браяна, проголосивши 13 липня 2020 року «Днем Ешлі Фредеріка Браяна» за його внесок у розвиток штату.

### Нагороди за окремі роботи
За окремі книги неодноразово отримували нагороди, зокрема численні премії Коретти Скотт Кінг та відзнаки за ілюстрації, першу поетичну премію Лі Беннета Гопкінса від Університету штату Пенсильванія, премію «Люпіна» від Бібліотечної асоціації штату Мен та премію «Золотий повітряний змій» за документальну літературу.
- 1981, Премія Коретти Скотт Кінг за ілюстрацію, Beat the Story Drum, Pum-Pum[28]
- 1983, Коретта Скотт Кінг за ілюстрації, I'm Going to Sing: Black American Spirituals[28]
- 1987, Коретта Скотт Кінг Почесна премія за письменництво та ілюстрацію, Lion and the Ostrich Chicks and Other African Folk Tales[28]
- 1988, Коретта Скотт Кінг за ілюстрацію, What a Morning! The Christmas Story in Black Spirituals[28]
- 1992, Коретта Скотт Кінг за ілюстрацію, All Night, All Day: A Child's First Book of African American Spirituals[28]
- 1993, Поетична премія Лі Беннета Гопкінса, премія Люпіна, Sing to the Sun[29][30]
- 1998, Коретта Скотт Кінг за ілюстрації, «Абетка афроамериканської поезії» Ешлі Браян[28]
- 2004, Премія Коретти Скотт Кінг за ілюстрацію, Ashley Bryan's ABC of African American Poetry[28]
- 2008, Премія Коретти Скотт Кінг за ілюстрацію, "Let it Shine: Three Favorite Spirituals[28]
- 2010, премія «Золотий вітряк» за нехудожню літературу, Ashley Bryan: Words to My Life's Song[31]
- 2017, Премія Ньюбері, Премія Коретти Скотт Кінг за письменництво та ілюстрацію, Премія Люпіна за книгу з картинками, фіналіст Премії Кіркуса в номінації «Література для юних читачів», Freedom Over Me: Eleven Slaves, Their Lives and Dreams Brought to Life by Ashley Bryan[30][32][33]
- 2020, Книжкова премія Картера Дж. Вудсона, премія Коретти Скотт Кінг за ілюстрацію, "Infinite Hope: A Black Artist's Journey from World War II to Peace[34][35]

## Твори

### Фільмографія
- Я знаю чоловіка… Ешлі Браяна (2016) — реж. Річард Кейн[40]

### Сценічні роботи
Американський композитор Елвін Сінглтон написав «Sing to the Sun», замовлений консорціумом п'яти музичних фестивалів для сезону 1995—1996 років. Твір складався з камерного оркестру, до складу якого входили гобой, кларнет, альт, фортепіано й ударні, дитячі голоси та оповідача, і був оснований на збірці віршів Браяна «Sing to the Sun: Poems and Pictures». Браян сам оповідав на прем'єрі та всіх наступних виставах.
10 червня 2017 року в Центрі виконавських мистецтв Конанта Університету Оглторп в Атланті, штат Джорджія, відбулася світова прем'єра постановки театру «Dancing Granny» театру «Альянс». Музичну постановку адаптували для сцени за однойменною книгою Браяна, музику написав Джире Бреон Голдер, а хореографію поставила Аміна Каплан.
2018 року Браян співпрацював з композитором Аароном Робінсоном над афроамериканським реквіємом «A Tender Bridge»: 90-хвилинний твір з 13 частин, що оспівує життя та кар'єру Браяна на основі його творів, у яких використовуються «джаз, регтайм, негритянський спірічуелс, південні гімни й інші музичні ідіоми, а також повний хор, госпел-хор, дитячий хор, оркестровий джазовий ансамбль і кілька оповідачів».
У квітні 2021 року театр «Альянс» також поставив виставу «Beautiful Blackbird наживо» за мотивами дитячої книги Браяна «Beautiful Blackbird». Концертна версія розповідає історію про п'ятьох птахів, які прилетіли з Африки, щоб заспівати про те, як чудово бути чорношкірим.